# Fédération des francophones de Terre-Neuve et du Labrador
La Fédération des francophones de Terre-Neuve et du Labrador, fondée le 17 novembre 1973, est un organisme sans but lucratif qui travaille à la défense et à la promotion des droits et intérêts de la communauté francophone et acadienne de Terre-Neuve et du Labrador. Elle intervient pour revendiquer les droits des francophones en situation minoritaire. Sa mission est de promouvoir la francophonie de Terre-Neuve-et-Labrador et de faciliter son développement. Cette situation est devenue possible en regroupant les membres du mouvement associatif pour faire du lobbying ciblé et de la concertation publique.

## Historique
Fondée le 17 novembre 1973 et incorporée le 8 avril 1981, la Fédération des francophones de Terre-Neuve et du Labrador (FFTNL) a pour mission de promouvoir la francophonie dans la province et de défendre les droits des francophones en situation minoritaire. En partenariat avec ses membres, la FFTNL représente les intérêts de la communauté francophone et acadienne de Terre-Neuve-et-Labrador et agit comme porte-parole officiel auprès des instances gouvernementales provinciales et fédérales.
Parmi les jalons importants de son histoire, il y a l’ouverture de la première école francophone en 1984 dans le village de La Grand’Terre et la levée du drapeau officiel francophone en 1987. En 1996, la FFTNL a obtenu la reconnaissance du droit des francophones à avoir leur propre conseil scolaire, ce qui a conduit, l'année suivante, à la création d’écoles francophones dans la province. En 1999, le gouvernement provincial a instauré le 30 mai comme journée de la francophonie terre-neuvienne-et-labradorienne. En 2002, la FFTNL a annoncé la création d'un centre scolaire et communautaire à Saint-Jean qui a accueilli tous les organismes francophones en 2004, renforçant ainsi l’unité et les relations au sein de la communauté francophone de la région.
Au fil des ans, la FFTNL a joué un rôle clé dans la promotion de la culture, la santé et l'immigration francophones, tout en assurant un lien entre les ministères fédéraux et les organismes communautaires. Ses efforts ont permis de nombreuses réussites pour la francophonie dans la province, notamment grâce à des initiatives de lobbying et de concertation publique.
La FFTNL a célébré le 50e anniversaire du mouvement communautaire francophone dans la province le 4 novembre 2024 à Stephenville. Lors de cet événement, la FFTNL a adopté un plan de développement global pour les cinq prochaines années, avec une priorité sur la visibilité de la communauté francophone. Un nouveau président, Tony Cornect, a été élu, succédant à Sophie Thibodeau.

## Structure
La FFTNL est composée de cinq réseaux et d'un service direct:
- Le Réseau Culturel francophone de Terre-Neuve-et-Labrador
- Le Réseau Santé en français de Terre-Neuve-et-Labrador
- Le Réseau Justice en français de Terre-Neuve-et-Labrador
- Le Réseau Ainés francophone de Terre-Neuve-et-Labrador
- Le Réseau Immigration francophone de Terre-Neuve-et-Labrador
- Compas, le Service d'accueil et de soutien aux nouveaux arrivants francophones de Terre-Neuve-et-Labrador

## Associations membres

### Association communautaire francophone de Saint-Jean (ACFSJ)
Fondée en 1973 et incorporée en 1982, l'Association communautaire francophone de Saint-Jean (ACFSJ) a pour mission de soutenir et de promouvoir le développement de la communauté francophone de la région de Saint-Jean, notamment à travers le centre scolaire et communautaire des Grands-Vents. Elle vise à créer une communauté francophone épanouie, soudée et ouverte, rayonnant sur la région. Son mandat inclut la planification, la coordination et la gestion du développement de cette communauté, la représentation et la promotion des intérêts francophones, ainsi que l'administration des installations et des fonds nécessaires à ses activités.

### Association francophone du Labrador (AFL)
L'Association francophone du Labrador (AFL) a été fondée le 6 décembre 1973 et incorporée le 10 octobre 1977, à une époque où la population francophone de la région a connu une croissance rapide, passant de 400 à plus de 2000 personnes grâce à l'essor du secteur minier. L'AFL a été créée pour répondre au besoin des francophones de se rassembler, de parler leur langue et de préserver leur culture dans un milieu anglophone isolé. Depuis ses débuts, l'association a joué un rôle crucial dans le maintien de l'identité francophone au Labrador. Aujourd'hui, l'AFL continue de promouvoir la langue et la culture francophones, assurant la transmission de cette fierté aux générations futures.

### Association régionale de la côte Ouest (ARCO)
L'Association régionale de la côte Ouest (ARCO) est installée au Centre communautaire et scolaire Sainte-Anne à La Grand'Terre. Ses locaux accueillent également un musée, un centre de ressources pour les familles, ainsi que les stations de radio et de télévision communautaires sous sa gestion. En plus de ces activités, l'association s'investit dans le développement économique et touristique, organise des festivals de musique dans la région, et propose des cours d'alphabétisation auprès de la population francophone et acadienne de la Péninsule de Port-au-Port.

### Centre de la Petite Enfance et Famille Les P'tits Cerfs-Volants
Le Centre de la Petite Enfance et Famille (CPEF) Les P'tits Cerfs-Volants est la seule garderie francophone réglementée dans la province de Terre-Neuve-et-Labrador, située à Saint-Jean. Son mandat est de fournir des services de garde en français, contribuant ainsi à la transmission et au renforcement de la langue et de la culture francophones chez les jeunes enfants. Le centre joue un rôle crucial dans le développement linguistique des enfants issus de familles francophones, en offrant un environnement où le français est valorisé. Il gère également un programme de prématernelle et cherche à étendre ses services en créant des centres de ressources familiales pour soutenir les familles francophones avec des activités en français.

### Franco-Jeunes de Terre-Neuve et du Labrador (FJTNL)
Franco-Jeunes de Terre-Neuve et du Labrador est une organisation fondée en 1988 et incorporée en 1990, qui vise à répondre au besoin de créer des liens et de favoriser les échanges entre les jeunes francophones et acadiens de la province. Leur mandat est d'offrir des expériences stimulantes et enrichissantes aux jeunes d'expression française, âgés de 12 à 25 ans, en organisant des activités où ils peuvent vivre et se divertir en français. L'organisation participe également à divers événements provinciaux et nationaux, tels que les Jeux de la Francophonie canadienne, les Jeux de l'Acadie, et plusieurs parlements et forums jeunesse, pour permettre aux jeunes de s'engager activement dans la francophonie à différents niveaux. Les Franco-Jeunes sont représentés aux conseils d'administration de divers organismes, dont la Société nationale de l'Acadie.

### Horizon TNL
Horizon TNL, anciennement connu sous le nom de RDÉE TNL, est une organisation francophone à but non lucratif basée à Terre-Neuve-et-Labrador, qui se consacre au développement économique de la communauté francophone. Sa mission est de favoriser la progression économique de cette communauté en utilisant le français comme un atout stratégique. Horizon TNL a joué un rôle clé dans le placement de francophones dans des emplois, le développement de l'infrastructure régionale, notamment avec l'installation de la première tour de téléphonie cellulaire, et la promotion du patrimoine acadien. Fondé en 1999 sous l’égide de la Fédération des francophones de Terre-Neuve et du Labrador, Horizon TNL est devenu un organisme indépendant en 2008. Initialement destiné à soutenir des groupes, des entreprises et des organismes, ses services se sont étendus en 2014 pour inclure l’accompagnement individuel. Le 4 novembre 2021, l’organisme a adopté une nouvelle image de marque pour mieux refléter son engagement envers l’inclusion et le développement des diverses communautés de la province.